# Classe Ethan Allen
La classe Ethan Allen era una classe di sottomarini lanciamissili balistici della United States Navy composta da cinque unità entrate in servizio tra il 1961 e il 1963. 
La classe Ethan Allen è stata sviluppata a partire dalla precedente classe George Washington piuttosto che dall'allungamento dei sottomarini d'attacco classe Skipjack.
Erano dotati di reattore S5W e portavano inizialmente missili di tipo UGM-27 Polaris A2, successivamente aggiornati verso la metà degli anni settanta allo standard A3.

## Sottomarini
- USS Ethan Allen (SSBN-608)
- USS Sam Houston (SSBN-609)
- USS Thomas A. Edison (SSBN-610)
- USS John Marshall (SSBN-611)
- USS Thomas Jefferson (SSBN-618)